# فرانشيسكو كرسبي
فرانشيسكو كرسبي (بالإيطالية: Francesco Crispi)‏ سياسي إيطالي (4 أكتوبر 1819-12 أغسطس 1901) تولى رئاسة الحكومة في إيطاليا مرتين، واستقال من وزارته الثانية بعد هزيمة القوات الإيطالية الغازية للحبشة في معركة عدوة في العاشر من اذار /مارس 1896.

## رئاسة الحكومة
تولى كرسبي رئاسة حكومة إيطاليا مرتين متباعدتين في:
- من 29 يوليو 1887 إلى 6 فبراير 1891.
- من 15 ديسمبر 1893 إلى 10 مارس 1896.

## روابط خارجية
- فرانشيسكو كرسبي على موقع الموسوعة البريطانية (الإنجليزية)
- فرانشيسكو كرسبي على موقع إن إن دي بي (الإنجليزية)